# Исландская литературная премия
Исландская литературная премия (исл. Íslensku bókmenntaverðlaunin; слушатьо файле) — ежегодная исландская литературная премия. Существует с 1989 года. Присуждается за произведение написанное на исландском языке в течение двух последних лет и отвечающее высоким художественным критериям.

## Описание
Исландская литературная премия была учреждена Ассоциацией исландских издателей (исл. Félag íslenskra bókaútgefenda) по случаю своего столетнего юбилея в 1989 году. Задача премии — повысить интерес к литературе Исландии, укрепить позиции исландских книг на книжном рынке, способствовать изданию высококачественных книг, увеличить освещение литературы в средствах массовой информации и побудить широких читателей к обсуждению исландской литературы.
Премия присуждается каждый год в трёх номинациях:
1. художественная литература (с 1989 года)
2. научная, научно-популярная и любая не считающаяся художественной литература (с 1990 года)
3. книги для детей и подростков (с 2013 года)

Любой книгоиздатель имеет возможность номинировать любые свои оригинальные книги на исландском языке.
В середине года в Исландии ежегодно выпускаются новые книги, которые покупаются в качестве подарков в канун Рождества. Такая традиция называется Рождественский (Святочный) книжный потоп или по-местному Йолебокафльод.
В конце ноября или начале декабря из номинированных изданий жюри выбирает пятнадцать самых интересных книг года, по пять из каждой категории. Это стимулирует продажи книг.
Жюри, отбирающее книги, состоит из 9 человек — по три для каждой номинации. Члены жюри назначаются Ассоциацией исландских издателей, а председателя жюри выбирает Президент Исландии. Одни и те же люди не могут быть членами отборочного жюри более трёх лет подряд, и должно пройти не менее двух лет с работы судей до того, что бы человека снова могли выбрать в члены жюри.
Затем специальный комитет по окончательному рассмотрению, состоящий из трёх председателей отбирающего жюри и представителей, назначаемых Президентом Исландии, среди выбранных 15 книг выбирает по одной книге из каждой категории для награждения. Награду автору книги вручает Президент Исландии на торжественной церемонии не позднее 15 февраля следующего года.

### 2011—2020
2020
- Элизабет Йокульсдоуттир за книгу «Aprílsólarkuldi»
- Арндис Тоураринсдоуттир и Хюльда Сигрун Бьярнадоуттир за книгу «Blokkin á heimsenda»
- Сюмарлиди Р. Ислейфссон за книгу «Í fjarska norðursins: Ísland og Grænland — viðhorfasaga í þúsund ár»

2019
- Сёльви Бьёрн Сигюрдссон за книгу «Selta — Apókrýfa úr ævi landlæknis»
- Бергрун Ирис Сайварсдоуттир за книгу «Langelstur að eilífu»
- Йоун Видар Йоунссон за книгу «Stjörnur og stórveldi á leiksviðum Reykjavíkur 1925—1965»

2018
- Хёрдюр Кристинссон, Тоура Эллен Тоурхадльсдоуттир и Йоун Бальдюр Хлидберг за книгу «Flóra Íslands -Blómplöntur og byrkingar»
- Сигрун Эльдьяурн за книгу «Silfurlykillinn»
- Хадльгримюр Хельгасон за книгу «Sextíu kíló af sólskini»

2017
- Кристин Эйриксдоуттир за книгу «Elín, ýmislegt»
- Уннюр Йокульсдоуттир за книгу «Undur Mývatns: um fugla, flugur, fiska og fólk»
- Ауслёйг Йоунсдоуттир, Ракель Хемсдаль и Калле Гюттлер за книгу «Skrímsli í vanda»

2016
- Эйдюр Ава Оулафсдоуттир за книгу «Ör»
- Рагнар Аксельссон за книгу «Andlit norðursins»
- Хильдюр Кнутсдоуттир за книгу «Vetrarhörkur»

2015
- Эйнар Мар Гудмундсон за книгу «Hundadagar»
- Гюннар Тоур Бьярнасон за книгу «Þegar siðmenningin fór fjandans til — Íslendingar og stríðið mikla 1914—1918»
- Гюннар Хельгасон за книгу «Mamma klikk!»

2014
- Оувейгюр Сигюрдссон за книгу «Öræfi»
- Снорри Бальдюрссон за книгу «Lífríki Íslands: vistkerfi lands og sjávar»
- Бриндис Бьёргвинсдоуттир за книгу «Hafnfirðingabrandarinn»

2013
- Сигюрйоун Биргир Сигюрдссон за книгу «Mánasteinn — drengurinn sem aldrei var til»
- Гвюдбьёрг Кристьяунсдоуттир за книгу «Íslenska teiknibókin»
- Андри Снайр Магнасон за книгу «Tímakistan»

2012
- Эйрикюр Эрн Норддаль за книгу «Illska»
- Гюннар Ф. Гвюдмюндссон за книгу «Pater Jón Sveinsson — Nonni»

2011
- Гвюдрун Ева Минервюдоуттир за книгу «Allt með kossi vekur»
- Паудль Бьёрнссон за книгу «Jón forseti allur? Táknmyndir þjóðhetju frá andláti til samtíðar»

### 2001—2010
2010
- Гердюр Кристни за книгу «Blóðhófnir»
- Хельги Хадльгримссон за книгу «Íslenskir sveppir og sveppafræði»

2009
- Гвюдмюндюр Оускарссон за книгу «Bankster»
- Хельги Бьёрнссон за книгу «Jöklar á Íslandi»

2008
- Эйнар Каурасон за книгу «Ofsi»
- Торвальдюр Кристинссон за книгу «Lárus Pálsson leikari»

2007
- Сигюрдюр Паульссон за книгу «Minnisbók»
- Торстейдн Торстейднссон за книгу «Ljóðhús. Þættir um skáldskap Sigfúsar Daðasonar»

2006
- Оулавюр Йоуханн Оулавссон за книгу «Aldingarðurinn»
- Андри Снайр Магнасон за книгу «Draumalandið — sjálfshjálparbók handa hræddri þjóð»

2005
- Йоун Кальман Стефаунссон за книгу «Sumarljós og svo kemur nóttin»
- Кристин Б. Гвюднадоуттир, Гильфи Гисласон, Артур Данто, Маттиас Йоханессен и Силья Адальстейнсдоуттир за книгу «Kjarval»

2004
- Эйдюр Йоунсдоуттир за книгу «Fólkið í kjallaranum»
- Хадльдоур Гвюдмюндссон за книгу «Halldór Laxness»

2003
- Оулавюр Гюннарссон за книгу «Öxin og jörðin»
- Гвюдйоун Фридрикссон за книгу «Jón Sigurðsson, ævisaga II»

2002
- Ингибьёрг Харальдсдоуттир за книгу «Hvar sem ég verð»
- Паудль Херстейнссон и Пьетюр М. Йоунассон за книгу «Þingvallavatn»

2001
- Хадльгримюр Хельгасон за книгу «Höfundur Íslands»
- Сигридюр Дуна Кристмюндсдоуттир за книгу «Björg»

### 1991—2000
2000
- Гирдир Элиассон за книгу «Gula húsið»
- Гвюдмюндюр Паудль Оулавссон за книгу «Hálendið í náttúru Íslands»

1999
- Андри Снайр Магнасон за книгу «Sagan af bláa hnettinum»
- Паудль Вальссон за книгу «Jónas Hallgrímsson»

1998
- Тор Вильхьяульмссон за книгу «Morgunþula í stráum»
- Хёрдюр Аугустссон за книгу «Íslensk byggingararfleifð I: ágrip af húsagerðarsögu 1750—1940»

1997
- Гвюдбергюр Бергссон за книгу «Faðir og móðir og dulmagn bernskunnar: skáldævisaga»
- Гвюдйоун Фридрикссон за книгу «Einar Benediktsson»

1996
- Бёдвар Гвюдмюндссон за книгу «Lífsins tré»
- Торстейдн Гильфасон за книгу «Að hugsa á íslensku»

1995
- Стейнюнн Сигюрдардоуттир за книгу «Hjartastaður»
- Тоур Уайтхед за книгу «Milli vonar og ótta»

1994
- Вигдис Гримсдоуттир за книгу «Grandavegur 7»
- Силья Адальстейнсдоуттир за книгу «Skáldið sem sólin kyssti : ævisaga Guðmundar Böðvarssonar»

1993
- Ханнес Пьетюрссон за книгу «Eldhylur»
- Йоун Г. Фридйоунссон за книгу «Mergur málsins : íslensk orðatiltæki: uppruni, saga og notkun»

1992
- Торстейдн фрау Хамри за книгу «Sæfarinn sofandi»
- Вьестейдн Оуласон, Сверрир Тоумассон и Гвюдрун Нордаль за книгу «Bókmenntasaga I»

1991
- Гвюдбергюр Бергссон за книгу «Svanurinn»
- Гвюдйоун Фридрикссон за книгу «Bærinn vaknar 1870—1940»

### 1989—1990
1990
- Фрида А. Сигюрдардоуттир за книгу «Meðan nóttin líður»
- Хёрдюр Аугустссон за книгу «Skálholt: kirkjur»

1989
- Стефаун Хёрдюр Гримссон за книгу «Yfir heiðan morgun: ljóð '87-'89»